# العلاقات السنغالية الإسواتينية
العلاقات السنغالية الإسواتينية هي العلاقات الثنائية التي تجمع بين السنغال وإسواتيني.

## مقارنة بين البلدين
هذه مقارنة عامة ومرجعية للدولتين:
| وجه المقارنة                                              | السنغال                                              | إسواتيني                                   |
| --------------------------------------------------------- | ---------------------------------------------------- | ------------------------------------------ |
| المساحة (كم2)                                             | 196.72 ألف                                           | 17.36 ألف                                  |
| عدد السكان (نسمة)                                         | 15.85 مليون                                          | 1.37 مليون                                 |
| الكثافة السكانية (ن./كم²)                                 | 80.57                                                | 78.92                                      |
| العاصمة                                                   | داكار                                                | لوبامبا، مبابان                            |
| اللغة الرسمية                                             | لغة فرنسية، اللغة الولوفية، باديارا ‏، اللغة البلنتية | لغة إنجليزية، لغة سوازي                    |
| العملة                                                    | فرنك غرب أفريقي                                      | ليلانغيني سوازيلندي                        |
| الناتج المحلي الإجمالي (بليون دولار)                      | 16.37 مليار                                          | 4.41 مليار                                 |
| الناتج المحلي الإجمالي (تعادل القوة الشرائية) بليون دولار | 36.62 مليار                                          | 11.13 مليار                                |
| الناتج المحلي الإجمالي الاسمي للفرد دولار أمريكي          | 899                                                  | 3.20 ألف                                   |
| الناتج المحلي الإجمالي للفرد دولار أمريكي                 | 2.33 ألف                                             | 8.29 ألف                                   |
| مؤشر التنمية البشرية                                      | 0.466                                                | 0.531                                      |
| رمز المكالمات الدولي                                      | +221                                                 | +268                                       |
| رمز الإنترنت                                              | .sn                                                  | .sz                                        |
| المنطقة الزمنية                                           | 00                                                   | التوقيت القياسي لجنوب أفريقيا، ت ع م+02:00 |

## منظمات دولية مشتركة
يشترك البلدان في عضوية مجموعة من المنظمات الدولية، منها:
| علم المنظمة | اسم المنظمة                                 | تاريخ انضمام السنغال | تاريخ انضمام إسواتيني |
| ----------- | ------------------------------------------- | -------------------- | --------------------- |
|             | مؤسسة التنمية الدولية                       | 31 أغسطس 1962        | 22 سبتمبر 1969        |
|             | يونسكو                                      | 10 نوفمبر 1960       | 25 يناير 1978         |
|             | وكالة ضمان الاستثمار متعدد الأطراف          | 12 أبريل 1988        | 18 أبريل 1990         |
|             | الأمم المتحدة                               | 28 سبتمبر 1960       | 24 سبتمبر 1968        |
|             | مجموعة دول أفريقيا والكاريبي والمحيط الهادئ | ?                    | ?                     |
|             | الاتحاد البريدي العالمي                     | ?                    | ?                     |
|             | البنك الدولي للإنشاء والتعمير               | 31 أغسطس 1962        | 22 سبتمبر 1969        |
|             | الاتحاد الدولي للاتصالات                    | 15 نوفمبر 1960       | 11 نوفمبر 1970        |
|             | منظمة حظر الأسلحة الكيميائية                | ?                    | ?                     |
|             | مؤسسة التمويل الدولية                       | 31 أغسطس 1962        | 22 سبتمبر 1969        |
|             | المركز الدولي لتسوية المنازعات الاستشارية   | 21 مايو 1967         | 14 يوليو 1971         |
|             | منظمة التجارة العالمية                      | ?                    | ?                     |
|             | منظمة الشرطة الجنائية الدولية               | ?                    | ?                     |
|             | الاتحاد الأفريقي                            | ?                    | ?                     |
|             | البنك الإفريقي للتنمية                      | ?                    | ?                     |

## وصلات خارجية
- موقع وزارة الخارجية السنغالية